# Nordlunde Kirke
Nordlunde Kirke er en middelalderlig kirke i landsbyen Vester Nordlunde ca. 9 km nordvest for Nakskov.
Kirken består af et kor, og et skib, som er bygget i romansk stil af munkesten. Kirken fik sit våbenhus i 1863.
Den ældste inventar i kirken er dens døbefont, som er fra omkring 1200-tallet. Degnestolen er 1575, kirkens bænke er fra 1800-tallet, prædikestolen er fra 1850 og altertavlen er fra 1864.
- Skibet
- Døbefonten